# Robert Bacher
Robert Fox Bacher (31. srpna 1905 Loudonville, Ohio, USA – 18. listopadu 2004 Montecito, Kalifornie, USA) byl americký
jaderný fyzik, jedna z vůdčích osobností projektu Manhattan. Po válce byl ředitelem Laboratory of Nuclear Studies na Cornellově univerzitě a pracoval také pro U.S. Atomic Energy Commission. Později se vrátil na Caltech (kde pracoval již před válkou) a zde zastával vysoké funkce až důchodu.

## Život a kariéra

### Rodina a studia
Robert Bacher se narodil 31. srpna 1905 v Loudonville ve státě Ohio jako jediné dítě Harryho a Byrl Fox Bacherových. V roce 1908 se rodina přestěhovala do Ann Arbor ve státě Michigan, kde Harry pracoval jako bankéř a jeho manželka Byrl jako učitelka zpěvu na fakultě Michiganské univerzity. Robert Bacher navštěvoval školu W. S. Perryho a později Ann Arbor High School. 
Tam se seznámil s profesorem Harrisonem M. Randallem, vedoucím katedry fyziky na Michiganské univerzitě, který ho povzbudil k univerzitnímu studiu fyziky. Robert Bacher absolvoval na Michiganské univerzitě jak bakalářská, tak doktorská studia, kde v roce 1930 pod vedením Samuela Goudsmita obhájil doktorskou práci na téma Zeemanův jev v hyperjemných strukturách atomových hladin.

### Před válkou
Po práci na Kalifornském technologickém institutu (Caltechu) a na Massachusettském technologickém institutu (MIT) přijal místo na Kolumbijské univerzitě, kde spolupracoval např. s Isidorem Issacem Rabim (který pocházel z Haliče), s Jerroldem Zachariasem, Jerome Kelloggem nebo Sidem Millmanem. S jeho platem však bylo těžké uživit rodinu v New Yorku.
Nejen proto v roce 1935 přijal nabídku německého fyzika Hanse Betheho (který od roku 1930 působil v USA), aby s ním pracoval na Cornellově univerzitě v Ithace. Na této univerzitě se mimo jiné autorsky podílel na knize  Nuclear Physics. A: Stationary States of Nuclei (1936), prvním svazku ze série tří knih, které se staly známými jako „Betheho bible“.
V prosinci 1940 (tedy ještě před vstupem USA do války) Robert Bacher nastoupil do MIT Radiation Laboratory, i když po určitou dobu současně ještě pokračoval také v původních výzkumech kadmia na Cornellově univerzitě (sloučeniny kadmia silně pohlcují neutrony), kam se vracel každé tři týdny. 
MIT Radiation Laboratory měla dvě sekce, jedna se zabývala příjmem radarových signálů a druhá jejich vysíláním. Robert Bacher byl pověřen vedením první sekce. Zde získal také cenné zkušenosti v oblasti řízení velkých projektů, protože koordinoval nejen práci vědců, ale také zaměstnanců spolupracujících společností General Electric a RCA.

### Projekt Manhattan
V roce 1942 Robert Oppenheimer vyzval Roberta Bachera k účasti na projektu Manhattan v nově vznikající přísně tajné hlavní laboratoři projektu v Los Alamos ve státě Nové Mexiko. Projekt Manhattan byl pochopitelně řízen armádou a šéfem celého projektu se stal generál Leslie Groves, který se osvědčil při řešení vážných problémů výstavby Pentagonu, nového sídla ministerstva obrany.
Byl to však právě Robert Bacher, který přesvědčil čerstvě jmenovaného Roberta Oppenheimera (ten ještě před svým jmenováním rovněž navrhl Los Alamos jako vhodné místo pro novou laboratoř, protože Nové Mexiko velmi dobře znal ze svých dlouhých pobytů v mládí), že pro úspěch celého projektu je nezbytné, aby laboratoř byla řízena víceméně jako civilní vědecká zařízení. 
Formálně se tak Oppenheimer o své pravomoci dělil s vojenským velitelem Los Alamos, reálně však armáda zajišťovala pouze ostrahu města a laboratoří, kontrolu přijíždějících osob či nákladu a podobné úkoly, zatímco Oppenheimer podléhal jen přímo Leslie Grovesovi. Robert Bacher tuto změnu považoval za svůj první a zásadní přínos pro projekt, o nutnosti osobní účasti však dlouho nebyl přesvědčen. Teprve až mu Oppenheimer v osobním dopise vyjmenoval tři hlavní důvody, proč ho v Los Alamos potřebuje, v květnu 1943 přijel i s rodinou.

### Los Alamos
V Los Alamos Robert Bacher vedl nejprve rozsáhlé „oddělení P“ (Physics Division, P Division), pod které spadalo celkem sedm skupin. Tyto skupiny pak vedli John H. Williams, Robert R. Wilson, John H. Manley, Darol K. Froman, Emilio Segrè, Bruno Rossi a Donald W. Kerst. Robert Bacher úzce spolupracoval s Oppenheimerem a oba muži každý den probírali pokrok projektu.
Jeho manželka Jean Dow Bacherová pak pracovala v T Division. V rámci Teoretické divize existovala mimo jiné skupina tzv. „lidských počítačů“, která zajišťovala většinu výpočtů pro ostatní vědce. Tuto skupinu vedl tehdy mladičký Richard Feynman, který (nejen) své zkušenosti z Los Alamos humorně popsal v knize To snad nemyslíte vážně!. Skupina poměrně dlouho měla jen mechanické kalkulačky a naprostou většinu personálu tvořily ženy.
Již v počátcích projektu Manhattan byly identifikovány dva izotopy, vhodné jako štěpný materiál: uran-235 a plutonium-239. Vědci v Los Alamos proto souběžně pracovali na dvou velmi odlišných typech atomové bomby. Pro uranový typ (bomba svržená na Hirošimu) se připravoval vysoce obohacený uran v Oak Ridge, zatímco pro výrobu plutonia měly sloužit teprve dokončované reaktory v Hanfordu (plutonium použila bomba svržená na Nagasaki).
Až do jara 1944 měli vědci k dispozici jen mikrogramová množství plutonia a byl to velmi čistý izotop plutonium-239, který byl získáván cyklotronem v Berkeley. Na základě rozboru štěpnosti těchto mikrovzorků byla navržena a vyvíjena  poměrně jednoduchá konstrukce plutoniové verze bomby. 
V dubnu 1944 však italský fyzik Emilio Gino Segrè zjistil, že plutonium z experimentálního reaktoru X-10 vedle plutonia-239 obsahuje také mnohem více izotopu plutonia-240. Bylo skoro jisté, že to bude platit též pro reaktory v Hanfordu, i když byly poněkud jiné konstrukce.  Což se potvrdilo ke konci roku 1944, kdy po překonání dětských nemocí reaktor B (první ze tří stejných produkčních reaktorů), začal dodávat do té doby nevídaná množství plutonia.
Nešlo však čekat na dokončení provozů v Hanfordu, naopak bylo nutné co nejrychleji řešit asi největší krizi za celou dobu projektu Manhattan. Původní konstrukce plutoniové verze bomby musela být opuštěna a veškeré úsilí se soustředilo na velmi odlišnou a mnohem komplikovanější konstrukci implozivního typu bomby s krycím označením Fat Man. Vědci již v počátcích projektu zvažovali několik variant konstrukce bomby, ale logicky se nejdříve soustředili na jednodušší řešení, které se až na základě nových poznatků ukázalo jako nepoužitelné.
Robert Oppenheimer reorganizoval všechna oddělení a skupiny v Los Alamos, divize P byla rozpuštěna a Robert Bacher se stal vedoucím divize G (Gadget Division), kde the Gadget bylo krycí označení pro první zkušební bombu. Tato mnohem větší divize zahrnovala dokonce jedenáct skupin, mezi vedoucí těchto skupin patřili např. William Higinbotham, Seth Neddermeyer, Edwin McMillan, Luis Walter Alvarez nebo Otto Frisch.
Pro funkčnost nově vyvíjeného implozivního typu plutoniové bomby bylo nutné splnit dvě podmínky. Konvenční výbušnina, která obklopovala kouli se štěpným materiálem, musela po detonaci stlačit plutonium (a) velmi rychle a současně (b) velmi rovnoměrně ze všech směrů, což se v praxi dlouho nedařilo dosáhnout.
Bylo mimo jiné nutné provést desítky složitých pokusů se stlačováním kuliček radioaktivního lanthanu v rámci tzv. RaLa experimentu, který navrhl tým Bruna Rossiho. Hlavně na základě těchto rozsáhlých a zásadních experimentů pak divize X, kterou vedl George Kistiakowsky, vyvinula tzv. výbušné čočky (explosive lenses): specializovaný druh tvarované nálože, skládající se z více přesných částí. Název byl zvolen proto, že podobně jako optická čočka soustřeďuje světlo do ohniska, výbušná čočka soustřeďuje tlakovou vlnu co nejpřesněji a synchronně do středu koule, kterou obklopuje.
Divize G vedená Robertem Bacherem pak navrhla a vyvinula veškeré zbylé části nové konstrukce bomby, kde bylo rovněž nutné překonat řadu obtíží, navíc vše pod velkým časovým tlakem. Aby koordinoval práci laboratoře, Oppenheimer vytvořil tzv. „Cowpuncher Committee“ (doslova „Výbor kovbojů“), který tak byl nazván proto, že měl „hlídat celé stádo“, tedy koordinovat všechny osoby a činnosti zapojené do vývoje nového implozivního typu bomby. Členy tohoto výboru byli Robert Bacher, Samuel Allison, George Kistiakowsky, Deak Parsons, Charles Lauritsen a Hartley Rowe.

### Test Trinity

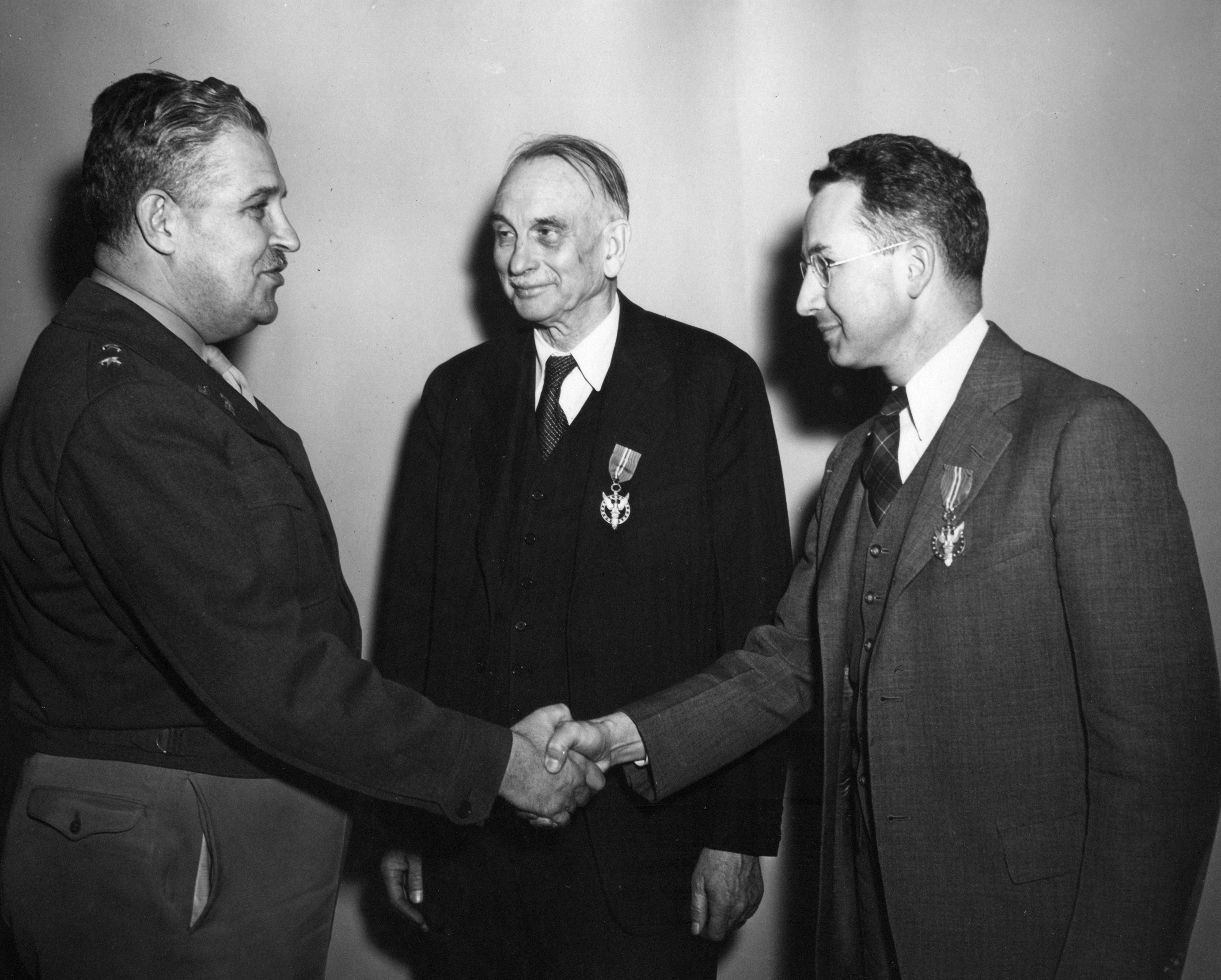
Leslie Groves předává Robertu Bacherovi vyznamenání Medal for Merit.

Přes veškeré experimenty a testy provedené během vývoje, v Los Alamos nakonec panovala shoda, že je nutné provést zkušební test bomby v plném rozsahu, což Leslie Groves nakonec Oppenheimerovi schválil, i když ještě poté vyjadřoval obavy, jak by v případě neúspěchu testu zdůvodnil finanční ztráty i ztrátu cenného štěpného materiálu. K testu první bomby plutoniového typu nazvané (jak již bylo uvedeno) „the Gadget“ došlo pod krycím označením Trinity 16. července 1945 v Novém Mexiku na zkušební střelnici, jejíž současný název je White Sands Missile Range (bomba později svržená na Nagasaki byla se zkušební bombou téměř shodná). 
Naproti tomu u uranové verze bomby k žádné zkoušce nedošlo. Jednak panovala značná jistota, že konstrukčně mnohem jednodušší bomba bude fungovat, hlavně však bomba svržená na Hirošimu spotřebovala většinu dosud vyrobeného vysoce obohaceného uranu, přestože tři obří komplexy v Oak Ridge (Y12, K-25 a S-50) pracovaly naplno. Jednodušší konstrukce bomby tak byla negována mnohem složitější, pomalejší a dražší výrobou štěpného materiálu. Po roce 1945 bylo vyrobeno již jen 5 bomb uranového typu a poté byla tato koncepce zcela opuštěna, zatímco do roku 1949 bylo vyrobeno 120 bomb „Fat Man“ (plutoniového typu).
Robert Bacher byl také v týmu, který poblíž testovací střelnice nedaleko Alamogordo prováděl finální sestavování zkušební bomby „the Gadget“. Když byla jaderná kapsle (obsahující plutoniové jádro a iniciátor) převezena na zkušební věž a vložena do sférického pouzdra, zasekla se. Bacher si uvědomil, že příčinou zaseknutí je pravděpodobně roztažení kapsle v důsledku tepla vydávaného plutoniovým jádrem a že pokud se obě části nechají v kontaktu, teploty se vyrovnají a kapsli bude možné vložit úplně, což se potvrdilo. Po úspěšném testu o tři dny později byla jeho reakce pouze: „No, funguje to.“
Robert Bacher se svým týmem zrovna připravoval třetí jádro pro přepravu na ostrov Tinian (odkud startovaly bombardéry na Japonsko), když 12. srpna dostal zprávu, že Japonci zahájili jednání o kapitulaci. Za své zásluhy v rámci projektu Manhattan byl Robert Bacher 12. ledna 1946 vyznamenán Medaili za zásluhy (Medal for Merit), nejvyšším americkým vyznamenáním pro civilisty (na obrázku mu ho předává Leslie Groves, šéf celého projektu Manhattan). 

### Po válce

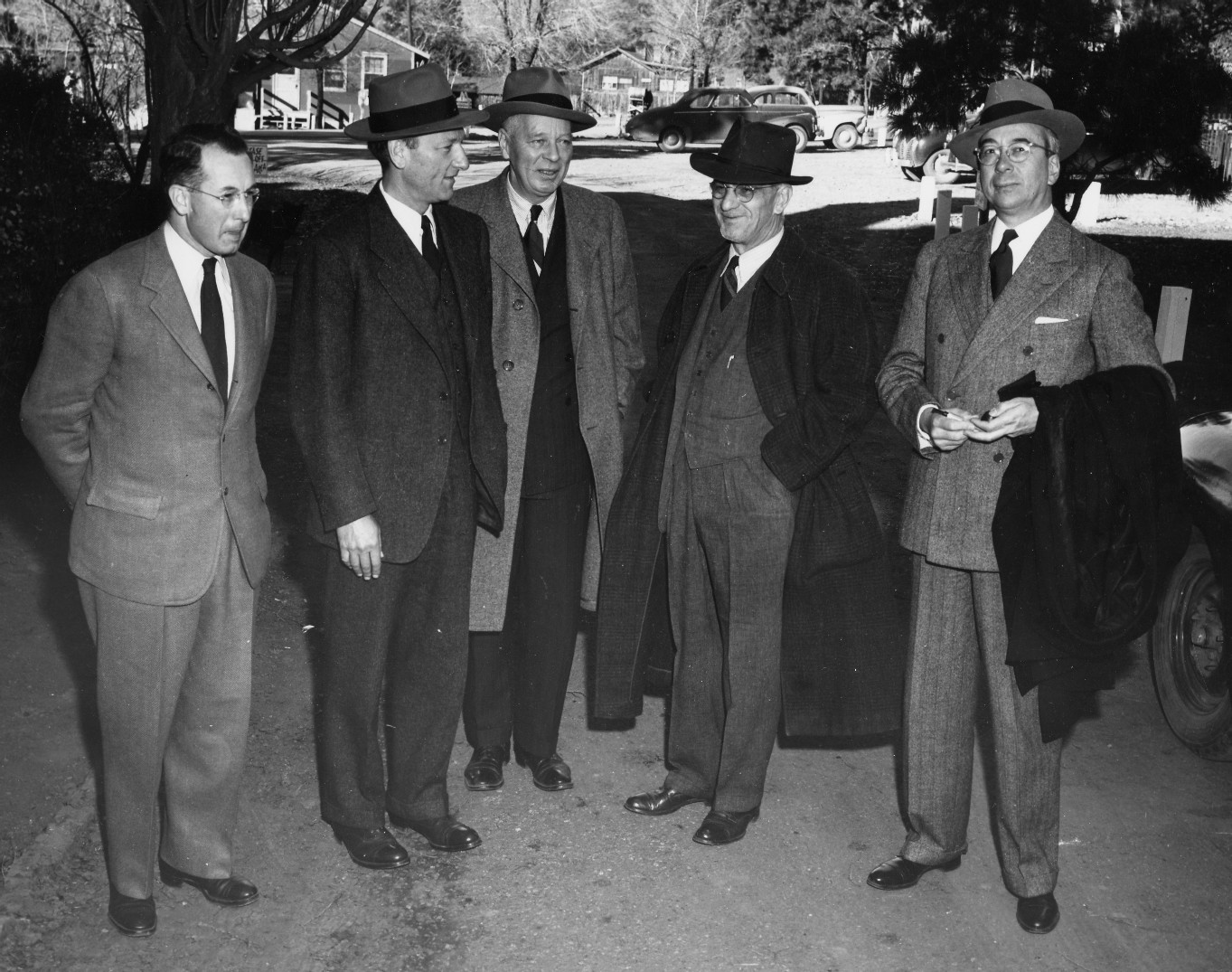
Pět členů poválečné Atomic Energy Commission na inspekci v Los Alamos: Bacher, David Lilienthal, Sumner Pike, William Waymack a Lewis Strauss (1947).

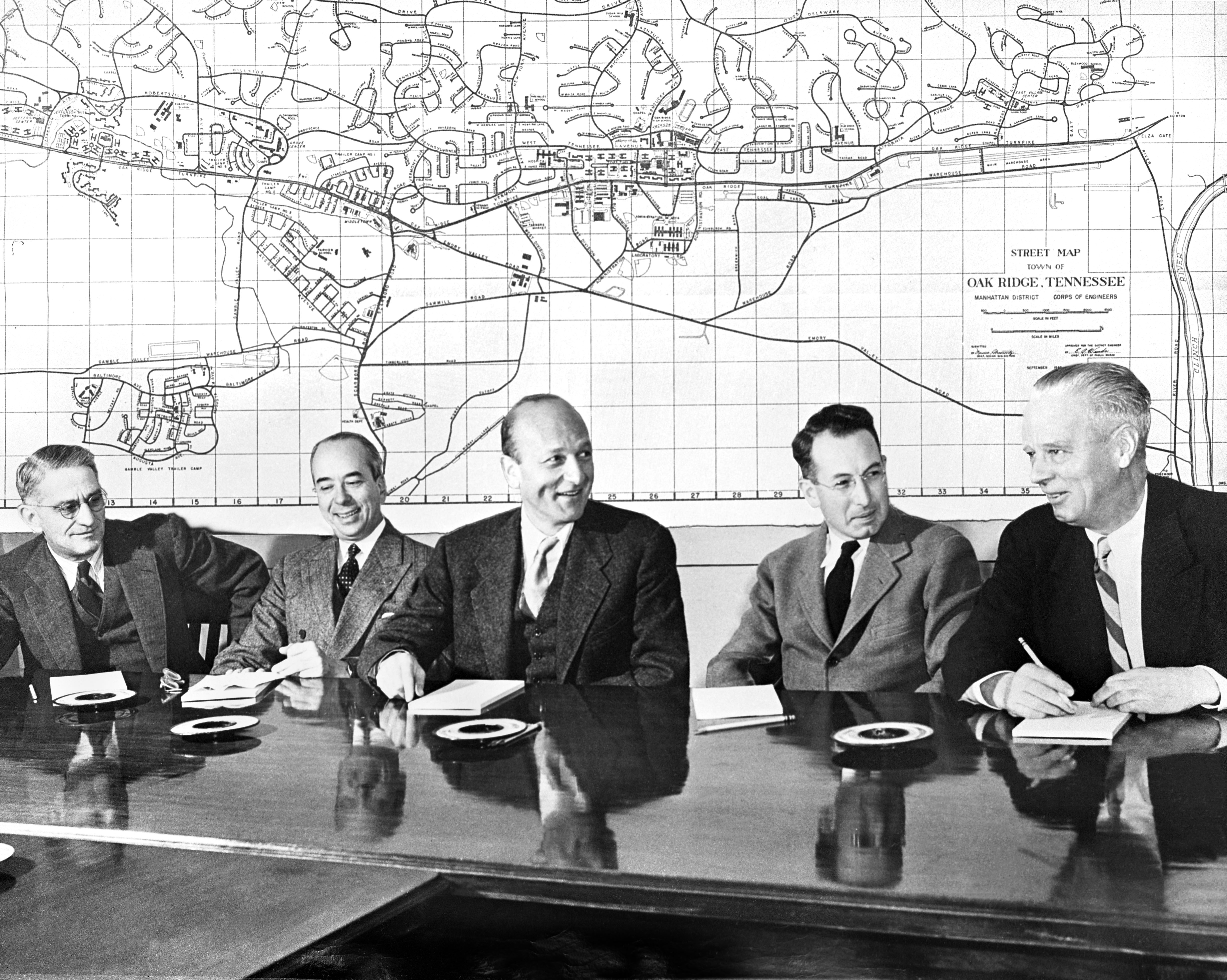
Členové AEC v Oak Ridge, v pozadí mapa tohoto tajného města (1947).

Po válce se Robert Bacher vrátil do Ithacy, kde se na Cornellově univerzitě stal ředitelem Laboratory of Nuclear Studies. Souhlasil s názorem Hanse Betheho, že univerzita pro výzkum v oblasti jaderné fyziky vysokých energií nutně potřebuje nový typ urychlovače částic – synchrotron (první zařízení tohoto typu postavil v roce 1945 Edwin McMillan poté, když navrhl několik vylepšení do té doby používaných cyklotronů). Robert Bacher ale nejprve musel najít vhodné místo, kam synchrotron umístit.
Počátkem roku 1946 byl Robert Bacher spolu s dalšími zástupci USA (Robertem Oppenheimerem a Richardem Tolmanem) jmenován do vědecko-technického podvýboru nově založené Komise OSN pro atomovou energii (United Nations Atomic Energy Commission). Robert Bacher proto musel svůj čas dělit mezi Ithacu a metropoli New York.
Navíc v říjnu 1946 David Lilienthal požádal Roberta Bachera, aby se stal jedním z prvních členů nové Komise pro atomovou energii Spojených států (United States Atomic Energy Commission, často psáno jen Atomic Energy Commission nebo zkratkou AEC), civilní agentury, která po válce nahradila projekt Manhattan. Byl jediným z pěti členů komise, který byl vědec (což byl důležitý faktor při jeho rozhodnutí přijmout tuto funkci), hrál proto hlavní roli při výběru vlivného Všeobecného poradního výboru Komise (General Advisory Committee), do kterého bylo vybráno devět vědců.

### Zpět na Caltech
Robert Bacher si ale přál vrátit se na akademickou půdu. Přijal proto nabídku Lee DuBridge na místo vedoucího oddělení fyziky, matematiky a astronomie na Caltechu (na této univerzitě pracoval čtyři roky již před válkou). Komisi pro atomovou energii chtěl opustit již dříve, nakonec tak učinil v květnu 1949, ale musel se do Washingtonu ještě několikrát vrátit při různých událostech (např. vyšetřování, které inicioval jeden ze senátorů nebo reakce USA na test první sovětské atomové bomby). 
Na oddělení v Caltechu, kam nastoupil, byly dvě špičkové laboratoře (Cosmic Ray Laboratory a Radiation Laboratory), ale žádné vybavení pro výzkum v oblasti jaderné fyziky vysokých energií. Pro tuto část výzkumu proto bylo nutné vše vybudovat od nuly. Zařízení ale nestačilo, Bacher potřeboval špičkové fyziky. Charles Lauritsen (vedoucí Radiation Laboratory) najal Roberta Christyho, Bacher pak získal  Alvina V. Tollestrupa, Roberta M. Walkera a Matthewa Sandse.
Robert Bacher však nejvíce stál o Richarda Feynmana. Aby ho získal, nabídl mu mimořádně vysoký plat a souhlasil se zaplacením jeho studijního pobyt v Brazílii v letech 1950–1951. Feynman pak v roce 1965 získal Nobelovu cenu za fyziku. V roce 1955 Bacher přijal Murrayho Gell-Manna, který v roce 1969 rovněž získal Nobelovu cenu.
Nový obor radioastronomie přilákal také jeho pozornost a pro tuto oblast v roce 1955 získal z australské federální agentury vědeckého výzkumu CSIRO dva astronomy: Australana Johna Boltona a Novozélanďana Gordona Stanleyho. Na Caltechu vybudoval Owens Valley Radio Observatory, která se stala předním centrem zejména ve výzkumu kvasarů.
Robert Bacher zůstal vedoucím oddělení fyziky, matematiky a astronomie na Caltechu až do roku 1962, kdy byl jmenován viceprezidentem univerzity a prorektorem. Z funkce prorektora odstoupil v roce 1970 ve věku 65 let a v roce 1976 se stal emeritním profesorem. Nadále se věnoval výzkumu v Jet Propulsion Laboratory a občas navštěvoval též Caltech. V roce 1983 byl hlavním ceremoniářem v Los Alamos při akcích připomínajících 40. výročí založení hlavní tajné laboratoře projektu Manhattan v roce 1943.
Za svého života byl zvolen do Národní akademie věd Spojených států amerických (National Academy of Science), Americké filozofické společnost (American Philosophical Society) a do Americké akademie umění a věd (American Academy of Arts and Sciences).

## Osobní život
30. května 1930 se Robert Bacher oženil s Jean Dowovou. Jeho matka jim věnovala Ford Model A a rodinný prázdninový dům u jezera, kde později byli hosty takové osobnosti jako rakouský fyzik a matematik Paul Ehrenfest nebo italský fyzik Enrico Fermi.
Jeho manželka Jean Dow Bacherová zemřela 28. května 1994. Robert Bacher zemřel 18. listopadu 2004 v domově důchodců v kalifornském Montecitu ve věku 99 let. Zůstala po něm dcera Martha Bacher Eatonová (narozená v prosinci 1935) a syn Andrew Dow Bacher (1938), jaderný fyzik působící na univerzitě v Indianě. Jeho písemnosti jsou uloženy v archivu Kalifornského technologického institutu.